# Teba (luna)
Téba (starogrško Θήβη, Tébe) je četrti Jupitrov naravni satelit. Spada v skupino notranjih Jupitrovih satelitov in je po oddaljenosti od planeta četrti po vrsti.
Luno so odkrili z Voyagerjem 1 leta 1979. Najprej je dobila začasno ime S/1979 J 2. Označujejo jo tudi kot Jupiter XIV. V letu 1983 je dobila uradno ime po nimfi Tebe iz grške mitologije. Pozneje so jo odkrili na fotografijah, ki so bile posnete že 27. februarja 1979.
Teba je od Jupitra najbolj odddaljena notranja luna, spada v Amaltejino skupino Jupitrovih lun.
O sami luni je zelo malo znanega. Na površini lahko opazimo samo tri ali štiri kraterje. Največji je dobil ime Zetus. Majhna gostota kaže na to, da je sestavljena v glavnem iz ledu in manjšega dela kamnin.